# دورة الألعاب العربية 1961
اعتذرت تونس عن عدم استضافة الدورة الرياضية العربية الثالثة... فسارعت المغرب لإنقاذ الدورة.. واحتضانها على أراضيها في مدينة الدار البيضاء (كازابلانكا) في موعدها.. للفترة من 24 آب / أغسطس وحتى الثامن من أيلول/ سبتمبر من عام 1961... ! امتازت الدورة باهتمام كبير من أعلى المستويات في المملكة المغربية... حيث ترأس الملك الحسن الثاني اللجنة المنظمة للبطولة وشاركت شخصيات مغربية بارزة في سبيل دعم وإنجاح التجمع الرياضي العربي.. كالأمير مولاي عبد الله والشيخ علال الفاسي.. وتم إعداد نشيد خاص للدورة حمل عنوان : (فدى لك يا أمتي العربية.. شبابي وكل عزيز عليه) ! ولعل أهم ما ميّز الدورة هو مشاركة رياضيي الجمهورية العربية المتحدة المتكونة من اتحاد مصر وسوريا.. والتي تمكنت من احتلال الصدارة... لتكون تلك الدورة الأولى التي لا يحرز فيها البلد المنظم المركز الأول في ترتيب الأوسمة ! ارتفع عدد المشاركين في الدورة إلى (1127) شخصا... قدموا من عشرة أقطار عربية.. حيث عادت فلسطين ومصر (الجمهورية العربية المتحدة) للمشاركة في الدورة بعد غيابها عن بيروت.. فيما تواجد رياضيو السودان للمرة الأولى بين أشقائهم بعد استقلال السودان عام 1956.. واشتركت الجزائر مشاركة رمزية ثانية بعد تواجدها في بيروت...العراق وتونس والسعودية أبرز الغائبين عن الدورة ! تصدرت ج0 ع0 م ترتيب الأوسمة بفارق واضح عن المغرب.. وجاءت لبنان بطلة الدورة الماضية في المركز الثالث !

## الدول المشاركة
يوم الأحد 27/8/1961 ليبيا X لبنان = 3 ـ 2 سجل لليبيا بدر الدين المحجوب هدف وأحمد الأحول هدف ومصطفى المكي هدف
يوم الثلاثاء 29/8/1961 ليبيا Xالسعودية = 5 ـ 1 سجل لليبيا على البسكي 4 أهداف وأحمد الأحول هدف
يوم الخميس 31/8/1961 ليبيا X مصر = 1 ـ 2 سجل لليبيا حسن السنوسي
يوم الأحد 3/9/1961 ليبيا X الكويت = 2 ـ2 سجل لليبيا حسن السنوسي هدف وبدر الدين المحجوب هدف
الثلاثاء 5/9/1961 ليبيا X المغرب = 2 ـ 6
| - المغرب - الجمهورية العربية المتحدة - لبنان | - الأردن - فلسطين - ليبيا | - الكويت - السودان |

## الألعاب المشاركة
| - ألعاب القوى - كرة السلة - كرة القدم - رفع الأثقال | - السباحة - الجمباز - المصارعة - الملاكمة | - كرة اليد - كرة الماء - كرة المضرب |

## جدول الأوسمة
| الترتيب | منتخب                     | ذهبية | فضية | برونزية | المجموع |
| ------- | ------------------------- | ----- | ---- | ------- | ------- |
| 1       | الجمهورية العربية المتحدة | 52    | 37   | 19      | 108     |
| 2       | المغرب                    | 33    | 21   | 29      | 83      |
| 3       | لبنان                     | 7     | 19   | 17      | 43      |
| 4       | ليبيا                     | 2     | 4    | 6       | 12      |
| 5       | فلسطين                    | 1     | 0    | 7       | 8       |
| 6       | السودان                   | 0     | 1    | 3       | 4       |
| 6       | الأردن                    | 0     | 1    | 3       | 4       |
| 8       | الكويت                    | 0     | 0    | 0       | 0       |